# Rallye du Portugal 2009
Le Rallye du Portugal 2009 est le 4e rallye du championnat du monde des rallyes 2009.

## Résultats
| Rang | Pilote             | Copilote             | Voiture                        | Temps             | Différence    | Points |
| WRC  | WRC                | WRC                  | WRC                            | WRC               | WRC           | WRC    |
| ---- | ------------------ | -------------------- | ------------------------------ | ----------------- | ------------- | ------ |
| 1er  | Sébastien Loeb     | Daniel Elena         | Citroën C4 WRC                 | 3 h 53 min 13 s 1 |               | 10     |
| 2e   | Mikko Hirvonen     | Jarmo Lehtinen       | Ford Focus RS WRC 08           | 3 h 53 min 37 s 4 | 24 s 3        | 8      |
| 3e   | Dani Sordo         | Marc Martí           | Citroën C4 WRC                 | 3 h 54 min 58 s 5 | 1 min 45 s 4  | 6      |
| 4e   | Petter Solberg     | Phil Mills           | Citroën Xsara WRC              | 3 h 55 min 57 s 7 | 2 min 44 s 6  | 5      |
| 5e   | Henning Solberg    | Cato Menkerud        | Ford Focus RS WRC 08           | 3 h 58 min 59 s 4 | 5 min 46 s 3  | 4      |
| 6e   | Mads Østberg       | Ole Kristian Unnerud | Subaru Impreza WRC 08          | 3 h 59 min 33 s 9 | 6 min 20 s 8  | 3      |
| 7e   | Federico Villagra  | José Díaz            | Ford Focus RS WRC 08           | 4 h 06 min 12 s 6 | 12 min 59 s 5 | 2      |
| 8e   | Khalid al-Qassimi  | Michael Orr          | Ford Focus RS WRC 08           | 4 h 11 min 24 s 8 | 18 min 21 s 7 | 1      |
| JWRC |                    |                      |                                |                   |               |        |
| 1er  | Michal Kosciuszko  | Maciek Szczepaniak   | Suzuki Swift S1600             | 4 h 22 min 38 s 6 |               | 10     |
| 2e   | Kevin Abbring      | Erwin Mombaerts      | Renault Clio R3                | 4 h 28 min 45 s 1 | 6 min 06 s 5  | 8      |
| 3e   | Hans Weijs Jr.     | Bjorn Degandt        | Citroën C2 S1600               | 4 h 32 min 01 s 3 | 9 min 22 s 7  | 6      |
| 4e   | Luca Griotti       | Corrado Bonato       | Renault Clio R3                | 4 h 37 min 48 s 7 | 15 min 10 s 9 | 5      |
| 5e   | Alessandro Bettega | Simone Scattolin     | Renault Clio R3                | 4 h 49 min 23 s 1 | 26 min 44 s 5 | 4      |
| 6e   | Simone Bertolotti  | Luca Celestini       | Suzuki Swift S1600             | 5 h 04 min 38 s 9 | 42 min 00 s 3 | 3      |
| PWRC |                    |                      |                                |                   |               |        |
| 1er  | Armindo Araujo     | Miguel Ramalho       | Mitsubishi Lancer Evolution IX | 4 h 15 min 31 s 6 |               | 10     |
| 2e   | Martin Prokop      | Jan Tománek          | Mitsubishi Lancer Evolution IX | 4 h 16 min 38 s 7 | 1 min 07 s 1  | 8      |
| 3e   | Eyvind Brynildsen  | Denis Giraudet       | Mitsubishi Lancer Evolution IX | 4 h 16 min 44 s 7 | 1 min 13 s 1  | 6      |
| 4e   | Nasser Al Attiyah  | Giovanni Bernacchini | Subaru Impreza WRX STi         | 4 h 26 min 09 s 2 | 10 min 37 s 6 | 5      |
| 5e   | Mark Tapper        | Jeff Rudd            | Mitsubishi Lancer Evolution IX | 4 h 41 min 21 s 2 | 25 min 49 s 6 | 4      |
| 6e   | Gianluca Linari    | Andrea Cecchi        | Subaru Impreza WRX STi         | 4 h 43 min 39 s 3 | 28 min 07 s 7 | 3      |
| 7e   | Gaurav Singh Gill  | David Senior         | Subaru Impreza WRX STi         | 4 h 46 min 25 s 3 | 30 min 53 s 7 | 2      |
| 8e   | Martin Semerád     | Bohuslav Ceplecha    | Mitsubishi Lancer Evolution IX | 5 h 00 min 32 s 7 | 45 min 01 s 1 | 1      |

## Spéciales chronométrées
| Étape           | Spéciale | Heure   | Nom                | Distance | Vainqueur    | Temps         | Vit. moy.  | Leader       |
| --------------- | -------- | ------- | ------------------ | -------- | ------------ | ------------- | ---------- | ------------ |
| 1re (2-3 avril) | SS1      | 16 h 50 | Estádio Algarve 1  | 2,21 km  | P. Solberg   | 2 min 09 s 6  | 61,4 km/h  | P. Solberg   |
| 1re (2-3 avril) | SS2      | 10 h 15 | Ourique 1          | 23,42 km | J.M. Latvala | 14 min 26 s 9 | 97,3 km/h  | J.M. Latvala |
| 1re (2-3 avril) | SS3      | 11 h 12 | Silves 1           | 21,54 km | J.M. Latvala | 12 min 11 s 6 | 106,0 km/h | J.M. Latvala |
| 1re (2-3 avril) | SS4      | 11 h 55 | Malhao 1           | 22,04 km | S. Loeb      | 14 min 10 s 8 | 93,3 km/h  | D. Sordo     |
| 1re (2-3 avril) | SS5      | 15 h 00 | Ourique 2          | 23,42 km | M. Hirvonen  | 14 min 27 s 3 | 97,2 km/h  | M. Hirvonen  |
| 1re (2-3 avril) | SS6      | 15 h 57 | Silves 2           | 21,54 km | D. Sordo     | 12 min 09 s 8 | 106,3 km/h | M. Hirvonen  |
| 1re (2-3 avril) | SS7      | 16 h 40 | Malhao 2           | 22,04 km | S. Loeb      | 14 min 06 s 6 | 93,7 km/h  | M. Hirvonen  |
| 2e (4 avril)    | SS8      | 09 h 55 | Santa Clara 1      | 22,61 km | S. Loeb      | 13 min 52 s 3 | 97,8 km/h  | M. Hirvonen  |
| 2e (4 avril)    | SS9      | 10 h 30 | Almodovar 1        | 27,18 km | S. Loeb      | 17 min 14 s 6 | 94,6 km/h  | S. Loeb      |
| 2e (4 avril)    | SS10     | 11 h 40 | Vascao 1           | 22,80 km | S. Loeb      | 14 min 47 s 2 | 92,5 km/h  | S. Loeb      |
| 2e (4 avril)    | SS11     | 14 h 50 | Santa Clara 2      | 22,61 km | S. Loeb      | 13 min 50 s 0 | 98,1 km/h  | S. Loeb      |
| 2e (4 avril)    | SS12     | 15 h 25 | Almodovar 2        | 27,18 km | S. Loeb      | 17 min 20 s 3 | 94,1 km/h  | S. Loeb      |
| 2e (4 avril)    | SS13     | 16 h 35 | Vascao 2           | 22,80 km | S. Loeb      | 14 min 40 s 6 | 93,2 km/h  | S. Loeb      |
| 3e (5 avril)    | SS14     | 07 h 50 | Loulé 1            | 22,65 km | S. Loeb      | 15 min 46 s 6 | 86,1 km/h  | S. Loeb      |
| 3e (5 avril)    | SS15     | 08 h 45 | S. Bras Alportel 1 | 16,23 km | S. Loeb      | 11 min 40 s 1 | 83,5 km/h  | S. Loeb      |
| 3e (5 avril)    | SS16     | 11 h 16 | Loulé 2            | 22,65 km | M. Hirvonen  | 15 min 34 s 9 | 87,2 km/h  | S. Loeb      |
| 3e (5 avril)    | SS17     | 12 h 11 | S. Bras Alportel 2 | 16,23 km | M. Hirvonen  | 11 min 36 s 0 | 83,9 km/h  | S. Loeb      |
| 3e (5 avril)    | SS18     | 14 h 00 | Estádio Algarve 2  | 2,21 km  | H. Solberg   | 2 min 08 s 8  | 61,8 km/h  | S. Loeb      |

## Classements au championnat après l'épreuve

### Classement des pilotes
| Rang | Pilote             | Rallyes | Rallyes | Rallyes | Rallyes | Rallyes | Rallyes | Rallyes | Rallyes | Rallyes | Rallyes | Rallyes | Rallyes | Total points |
| Rang | Pilote             | IRL     | NOR     | CYP     | POR     | ARG     | ITA     | GRE     | POL     | FIN     | AUS     | ESP     | GBR     | Total points |
| ---- | ------------------ | ------- | ------- | ------- | ------- | ------- | ------- | ------- | ------- | ------- | ------- | ------- | ------- | ------------ |
| 1er  | Sébastien Loeb     | 10      | 10      | 10      | 10      |         |         |         |         |         |         |         |         | 40           |
| 2e   | Mikko Hirvonen     | 6       | 8       | 8       | 8       |         |         |         |         |         |         |         |         | 30           |
| 3e   | Daniel Sordo       | 8       | 4       | 5       | 6       |         |         |         |         |         |         |         |         | 23           |
| 4e   | Petter Solberg     | -       | 3       | 6       | 5       |         |         |         |         |         |         |         |         | 14           |
| 5e   | Henning Solberg    | 5       | 5       | 0       | 4       |         |         |         |         |         |         |         |         | 14           |
| 6e   | Matthew Wilson     | 2       | 2       | 4       | Ab.     |         |         |         |         |         |         |         |         | 8            |
| 7e   | Jari-Matti Latvala | 0       | 6       | 0       | Ab.     |         |         |         |         |         |         |         |         | 6            |
| 8e   | Chris Atkinson     | 4       | -       | -       | -       |         |         |         |         |         |         |         |         | 4            |
| 9e   | Federico Villagra  | -       | -       | 2       | 2       |         |         |         |         |         |         |         |         | 4            |
| 10e  | Sébastien Ogier    | 3       | 0       | Ab.     | 0       |         |         |         |         |         |         |         |         | 3            |
| 11e  | Conrad Rautenbach  | 0       | Ab.     | 3       | Ab.     |         |         |         |         |         |         |         |         | 3            |
| 12e  | Mads Østberg       | -       | 0       | -       | 3       |         |         |         |         |         |         |         |         | 3            |
| 13e  | Khalid al-Qassimi  | 1       | -       | 1       | 1       |         |         |         |         |         |         |         |         | 3            |
| 14e  | Urmo Aava          | 0       | 1       | -       | -       |         |         |         |         |         |         |         |         | 1            |

| Couleur | Résultat                                                         |
| ------- | ---------------------------------------------------------------- |
| Or      | Vainqueur                                                        |
| Argent  | 2e place                                                         |
| Bronze  | 3e place                                                         |
| Vert    | Classé, dans les points                                          |
| Bleu    | Classé, hors des points Non classé (Nc.)                         |
| Mauve   | Abandon (Ab.) Retrait (Re.)                                      |
| Noir    | Disqualifié (Dq.)                                                |
| Blanc   | N'a pas pris le départ (Np.) Forfait (Forf.) Épreuve annulée (A) |
| Aucune  | N'a pas participé (-)                                            |

### Classement des constructeurs
| Rang | Équipe                             | Rallyes | Rallyes | Rallyes | Rallyes | Rallyes | Rallyes | Rallyes | Rallyes | Rallyes | Rallyes | Rallyes | Rallyes | Total points |
| Rang | Équipe                             | IRL     | NOR     | CYP     | POR     | ARG     | ITA     | GRE     | POL     | FIN     | AUS     | ESP     | GBR     | Total points |
| ---- | ---------------------------------- | ------- | ------- | ------- | ------- | ------- | ------- | ------- | ------- | ------- | ------- | ------- | ------- | ------------ |
| 1er  | Citroën Total WRT                  | 18      | 14      | 16      | 16      |         |         |         |         |         |         |         |         | 64           |
| 2e   | BP-Ford Abu Dhabi WRT              | 8       | 14      | 10      | 8       |         |         |         |         |         |         |         |         | 40           |
| 3e   | Stobart VK M-Sport Ford Rally Team | 8       | 8       | 6       | 5       |         |         |         |         |         |         |         |         | 27           |
| 4e   | Citroën Junior Team                | 5       | 2       | 4       | 0       |         |         |         |         |         |         |         |         | 11           |
| 5e   | Munchi's Ford World Rally Team     | 0       | 0       | 3       | 4       |         |         |         |         |         |         |         |         | 7            |